# Elecciones municipales de Tumbes de 2006
Las elecciones municipales de Tumbes de 2006 se llevaron a cabo el 19 de noviembre de 2006 para elegir al alcalde y al Concejo Provincial de Tumbes para el periodo 2007-2010. La elección se celebró simultáneamente con elecciones regionales y municipales (provinciales y distritales) en todo el Perú.

## Sistema electoral
La Municipalidad Provincial de Tumbes es el órgano administrativo y de gobierno de la provincia de Tumbes. Está compuesta por el alcalde y el Concejo Provincial.
La votación del alcalde y el concejo se realiza en base al sufragio universal, que comprende a todos los ciudadanos nacionales mayores de dieciocho años, empadronados y residentes en la provincia de Tumbes y en pleno goce de sus derechos políticos, así como a los ciudadanos no nacionales residentes y empadronados en la provincia de Tumbes.
El Concejo Provincial de Tumbes está compuesto por 11 regidores elegidos por sufragio directo para un período de cuatro (4) años, en forma conjunta con la elección del alcalde (quien lo preside). La votación es por lista cerrada y bloqueada. Se asigna a la lista ganadora los escaños según el método d'Hondt o la mitad más uno, lo que más le favorezca.

## Composición del Concejo Provincial de Tumbes
La siguiente tabla muestra la composición del Concejo Provincial de Tumbes antes de las elecciones.
| Partidos | Partidos                                                   | Regidores |
| -------- | ---------------------------------------------------------- | --------- |
|          | Reconstrucción para un Tumbes Bello                        | 7         |
|          | Somos Perú                                                 | 2         |
|          | Perú Posible                                               | 1         |
|          | Agrupación Independiente Unión por el Perú - Frente Amplio | 1         |

## Partidos y candidatos
A continuación se muestra una lista de los principales partidos y alianzas electorales que participaron en las elecciones:
| Candidatura | Candidatura      | Partidos y alianzas                                                                        | Candidatos | Candidatos                | Ideología                                                        | Resultado previo | Resultado previo | Ref. |
| Candidatura | Candidatura      | Partidos y alianzas                                                                        | Candidatos | Candidatos                | Ideología                                                        | Votos (%)        | Reg.             | Ref. |
| ----------- | ---------------- | ------------------------------------------------------------------------------------------ | ---------- | ------------------------- | ---------------------------------------------------------------- | ---------------- | ---------------- | ---- |
|             | Reconst.         | Lista - Reconstrucción con Obras más Obras para un Tumbes Bello (Reconstrucción)           |            | Ricardo Flores Dioses     | Regionalismo tumbesino                                           | 33.88%           | 7                |      |
|             | SP               | Lista - Somos Perú (SP)                                                                    |            | Pío Cuenca Sulca          | Democracia cristiana Conservadurismo social                      | 21.98%           | 2                |      |
|             | AP               | Lista - Acción Popular (AP)                                                                |            | Carlos Merino de Lama     | Humanismo Nacionalismo cívico Reformismo                         | 6.21%            | 0                |      |
|             | UN               | Lista - Unidad Nacional (UN) – Partido Popular Cristiano (PPC) – Solidaridad Nacional (SN) |            | Edwin Porras Lavalle      | Democracia cristiana Conservadurismo Neoliberalismo              | 4.20%            | 0                |      |
|             | APRA             | Lista - Partido Aprista Peruano (APRA)                                                     |            | Mardonio Terranova Zárate | Aprismo                                                          | Nuevo            | Nuevo            |      |
|             | RN               | Lista - Restauración Nacional (RN)                                                         |            | Marjorie Jiménez Gonzales | Liberalismo económico Conservadurismo social Humanismo cristiano | Nuevo            | Nuevo            |      |
|             | PNP              | Lista - Partido Nacionalista Peruano (PNP)                                                 |            | Gerardo Viñas Dioses      | Socialismo democrático Nacionalismo de izquierda                 | Nuevo            | Nuevo            |      |
|             | Tumbes Diferente | Lista - Hacia un Tumbes Diferente (Tumbes Diferente)                                       |            | Manuel Chávez Dios        | Regionalismo tumbesino                                           | Nuevo            | Nuevo            |      |
|             | IND              | Lista - Lista Independiente N° 1 Participa                                                 |            | Carlos Moretti Villegas   | Localismo tumbesino                                              | Nuevo            | Nuevo            |      |

## Resultados

### Sumario general
| |                                                                           |              |              |              |           |           |  |  |
| Partidos y coaliciones | Partidos y coaliciones                                                    | Voto popular | Voto popular | Voto popular | Regidores | Regidores |  |  |
| Partidos y coaliciones | Partidos y coaliciones                                                    | Votos        | %            | ±pp          | Total     | +/−       |  |  |
| | Somos Perú (SP)                                                           | 19,492       | 29.32        | +7.34        | 7         | +5        |  |  |
| | Reconstrucción con Obras Más Obras para un Tumbes Bello (Reconstrucción)1 | 15,622       | 23.50        | –10.38       | 2         | –5        |  |  |
| | Partido Aprista Peruano (APRA)                                            | 12,301       | 18.50        | n/a          | 1         | +1        |  |  |
| | Restauración Nacional (RN)                                                | 9,582        | 14.41        | Nuevo        | 1         | +1        |  |  |
| | Acción Popular (AP)                                                       | 3,177        | 4.78         | –1.43        | 0         | ±0        |  |  |
| | Unidad Nacional (UN)                                                      | 2,543        | 3.82         | –0.38        | 0         | ±0        |  |  |
| | Hacia un Tumbes Diferente (Tumbes Diferente)                              | 2,042        | 3.07         | Nuevo        | 0         | ±0        |  |  |
| | Partido Nacionalista Peruano (PNP)                                        | 1,387        | 2.09         | Nuevo        | 0         | ±0        |  |  |
| | Lista Independiente N° 1 Participa                                        | 339          | 0.51         | n/a          | 0         | ±0        |  |  |
| |                                                                           |              |              |              |           |           |  |  |
| Total | Total                                                                     | 66,485       |              |              | 11        | ±0        |  |  |
| |                                                                           |              |              |              |           |           |  |  |
| Votos válidos | Votos válidos                                                             | 66,485       | 87.25        | +2.65        |           |           |  |  |
| Votos en blanco | Votos en blanco                                                           | 5,515        | 7.24         | –2.76        |           |           |  |  |
| Votos nulos | Votos nulos                                                               | 4,200        | 5.51         | +0.11        |           |           |  |  |
| Votos emitidos | Votos emitidos                                                            | 76,200       | 90.79        | +1.26        |           |           |  |  |
| Abstenciones | Abstenciones                                                              | 7,731        | 9.21         | –1.26        |           |           |  |  |
| Votantes registrados | Votantes registrados                                                      | 83,931       |              |              |           |           |  |  |
| |                                                                           |              |              |              |           |           |  |  |
| Fuente: |                                                                           |              |              |              |           |           |  |  |
| Notas al pie: 1 Comparado con los resultados de Reconstrucción para un Tumbes Bello (Reconstrucción) en las elecciones de 2002. |                                                                           |              |              |              |           |           |  |  |
| Notas al pie: |                                                                           |              |              |              |           |           |  |  |
| 1 Comparado con los resultados de Reconstrucción para un Tumbes Bello (Reconstrucción) en las elecciones de 2002.               |                                                                           |              |              |              |           |           |  |  |

## Elecciones municipales distritales

### Resultados por distrito
La siguiente tabla enumera el control de los distritos de la provincia de Tumbes. El cambio de mando de una organización política se resalta del color de ese partido.
| Distrito              | Alcalde(sa) titular    | Partido político | Partido político              | Alcalde(sa) electo(a)  | Partido político | Partido político          |
| --------------------- | ---------------------- | ---------------- | ----------------------------- | ---------------------- | ---------------- | ------------------------- |
| Corrales              | Javier Véliz Saavedra  |                  | Frente de Desarrollo Corrales | Carmen Chiroque Paico  |                  | Todos por Tumbes          |
| La Cruz               | Ronier Agurto Agurto   |                  | Perú Posible                  | José Davis Atoche      |                  | Somos Perú                |
| Pampas de Hospital    | Arnaldo Rujel Preciado |                  | Manto Verde Pampino           | Fredy Rosales Reto     |                  | Hacia un Tumbes Diferente |
| San Jacinto           | José Cornejo Feijóo    |                  | Partido Aprista Peruano       | José Cornejo Feijóo    |                  | Partido Aprista Peruano   |
| San Juan de la Virgen | Calixto Baca Talledo   |                  | Unión por el Perú             | Fernando Cedillo Roque |                  | Somos Perú                |